# Invexillata
Invexillata es un género de arañas araneomorfas de la familia Clubionidae. Se encuentra en Papúa Nueva Guinea.

## Lista de especies
Según The World Spider Catalog 12.0:
- Invexillata caerulea Versteirt, Baert & Jocqué, 2010
- Invexillata maculata Versteirt, Baert & Jocqué, 2010
- Invexillata viridiflava Versteirt, Baert & Jocqué, 2010